# Cahier des clauses administratives particulières
Le Cahier des clauses administratives particulières (CCAP) est un document contractuel français rédigé par l'acheteur dans le cadre notamment d'un marché public, dont il fait partie des pièces constitutives.
Il peut compléter, préciser la norme NFP  03 001 dans un marché privé.
Intégré au dossier de consultation des entreprises, il précise les dispositions administratives propres au marché qu'il s'agisse de travaux, services, marché industriel, prestation intellectuelle...(conditions d’exécution des prestations, de règlement, de vérification des prestations, de présentation des sous-traitants, etc.), particulières au cahier des clauses administratives générales (sur lequel il prône à la seule condition que le dernier article du CCAP fasse la liste des articles dérogatoires au CCAG). Il est à signer par la personne publique et le prestataire.
Il est généralement accompagné d'un cahier des clauses techniques particulières (CCTP),